# Vuelo 3782 de Condor Flugdienst
El vuelo 3782 de Condor Flugdienst fue un vuelo chárter internacional del Aeropuerto de Stuttgart-Echterdingen, Alemania Occidental, al Aeropuerto Adnan Menderes, en Turquía, que se estrelló cerca de Seferihisar, Turquía, el 2 de enero de 1988. El vuelo transcurrió sin incidentes hasta la aproximación final, cuando el avión, con el copiloto al mando, fue autorizado a realizar la aproximación por ILS desde la baliza exterior (Radiofaro no direccional) y a continuación a la pista 35. El ILS en el avión fue conectado después de haber sobrepasado el NDB, superando el punto de viraje. La tripulación, confundida, siguió entonces la aproximación paralela errónea del ILS, e impactó contra la colina Dümentepe, a 10,5 millas náuticas del aeropuerto, matando a las 16 personas a bordo. 
La investigación concluyó que la principal causa del accidente fue el uso erróneo de las ayudas a la navegación. Esto se produjo por una falta de adherencia a los procedimientos de la compañía y los procedimientos básicos de vuelo.

## Avión y tripulación
La aeronave era un Boeing 737-230 de 6 años y 7 meses con número de serie 22635/774 y matrícula D-ABHD y realizó su primer vuelo el 15 de junio de 1981 y fue entregado en julio del mismo año a la aerolínea. La aeronave estaba equipada con 2 motores Pratt & Whitney JT8D -17A.
El capitán, Wolfgang Hechler de 48 años, fue piloto de Lockheed F-104 Starfighter. El primer oficial era Helmut Zöller de 33 años.

## El accidente
El vuelo transcurrió sin incidentes hasta la aproximación final , cuando la aeronave, con el copiloto actuando como piloto volando, recibió autorización para una aproximación ILS a la baliza exterior (baliza no direccional) y luego a la pista 35. Se cambió el ILS de la aeronave. después de haber pasado el NDB, por lo tanto, perdiendo el turno. La tripulación, confundida, siguió el haz del lado equivocado del ILS y golpeó la colina Dümentepe, a 10,5 millas náuticas (12,1 millas; 19,4 km) del aeropuerto, matando a las 16 personas a bordo.

## La investigación
De acuerdo con la evaluación de la grabadora de voz de la cabina , el capitán Hechler habló continuamente con el primer oficial Zöller, incluso en la fase de aproximación y siguió criticándolo, fustigándolo e insultándolo, en parte sin referencia a su deber o temas de trabajo. La investigación concluyó que el accidente se produjo por el mal uso de las ayudas a la navegación. La causa se atribuye principalmente a la falta de cumplimiento de los procedimientos de la compañía, especialmente con respecto a la coordinación de la tripulación durante la aproximación y los procedimientos básicos de vuelo por instrumentos. 

## Galería

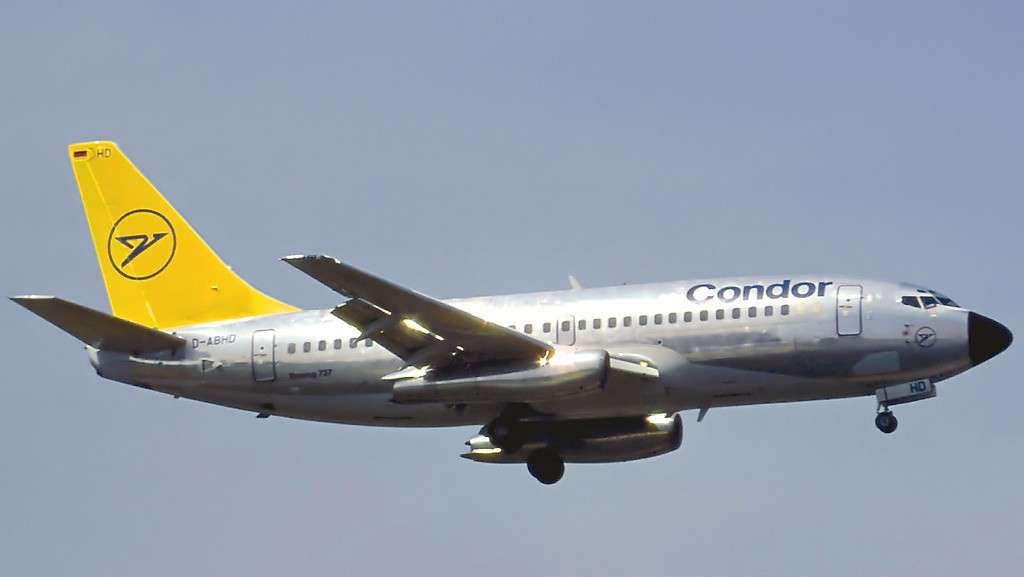
El avión accidentado fotografiado en junio de 1982.
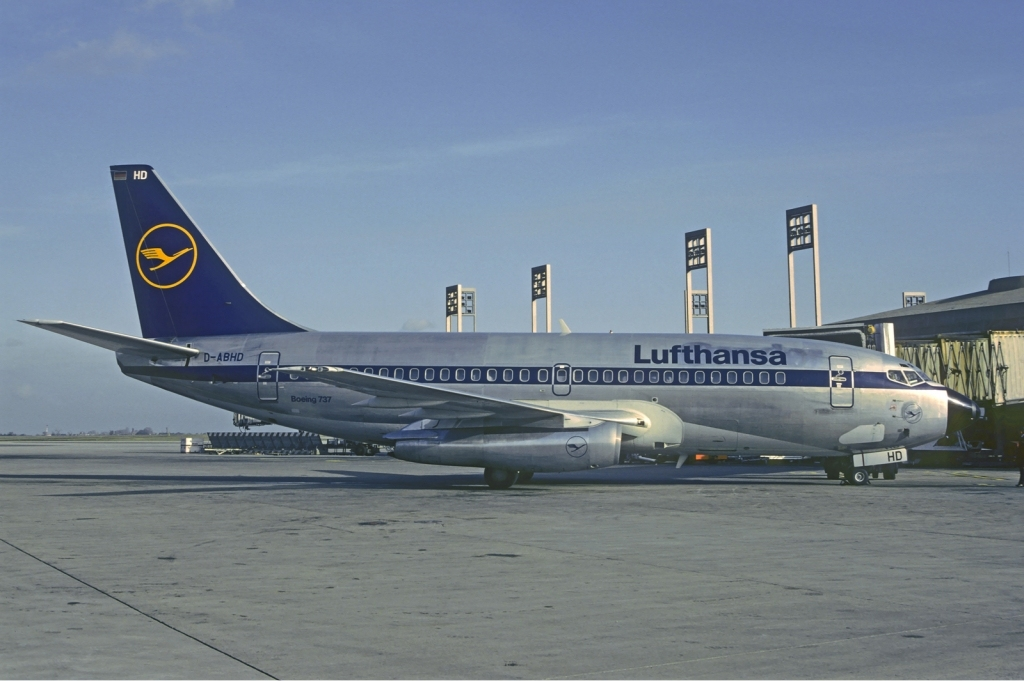
El avión accidentado fotografiado en enero de 1983, mientras estaba en servicio con Lufthansa.
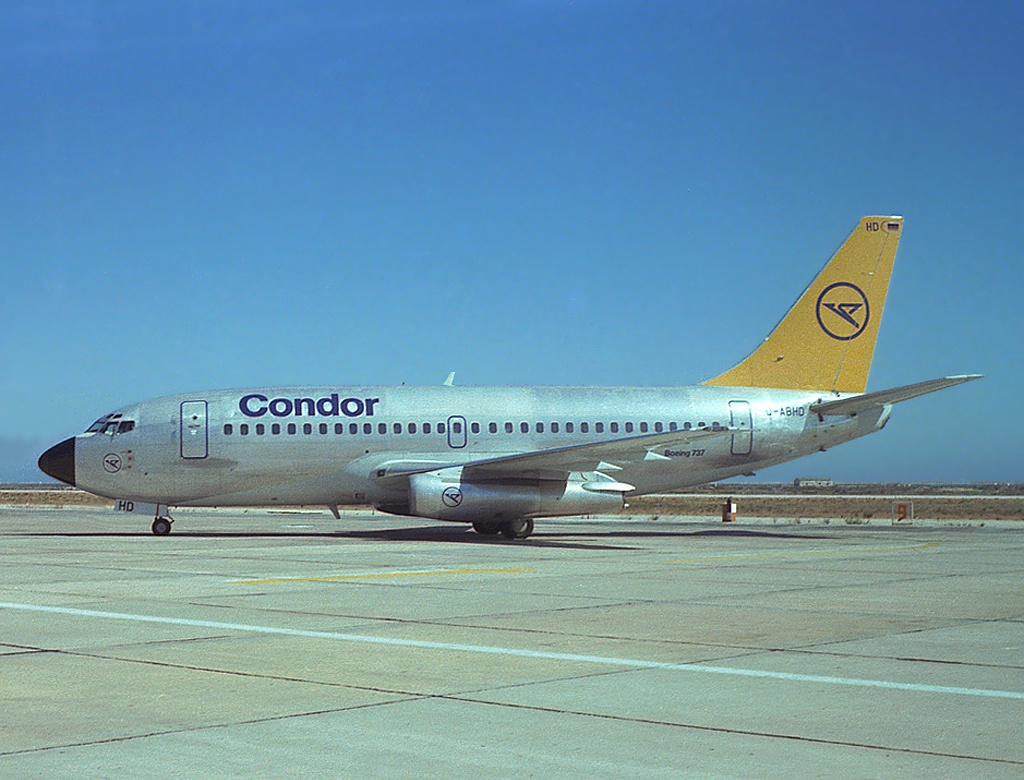
El avión accidentado fotografiado en 1984.
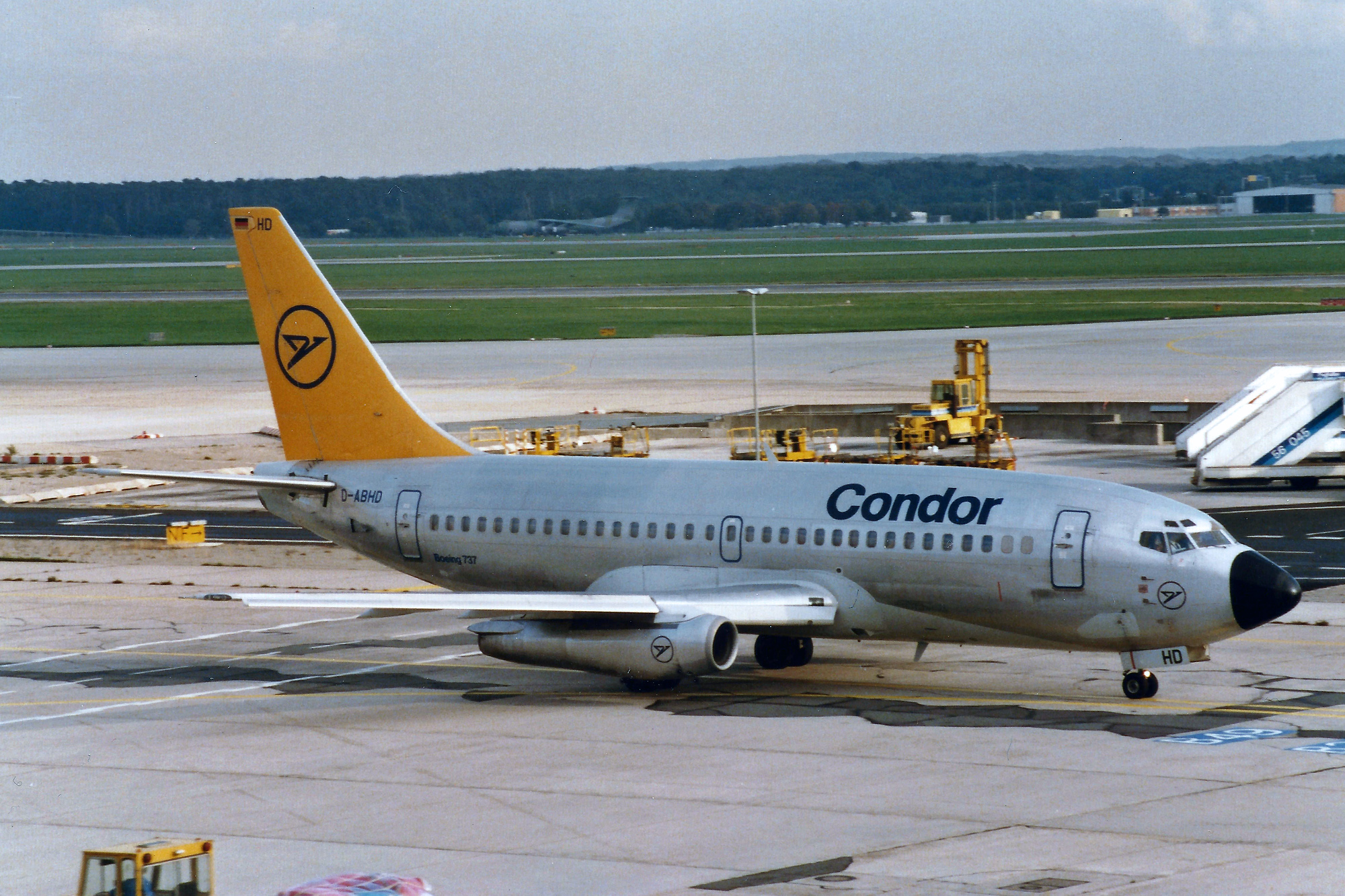
El avión accidentado fotografiado en enero de 1984.
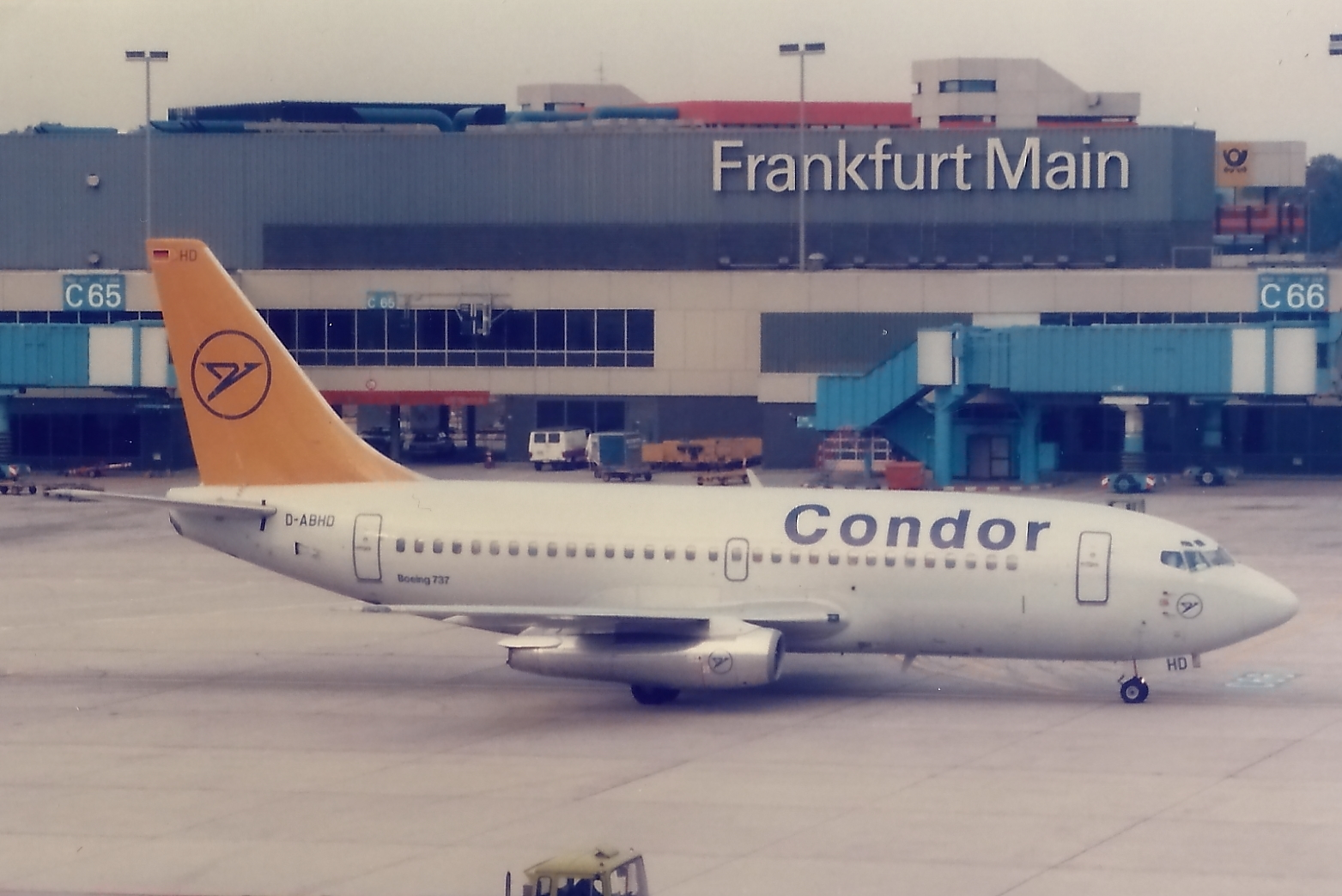
El avión accidentado fotografiado en octubre de 1985.
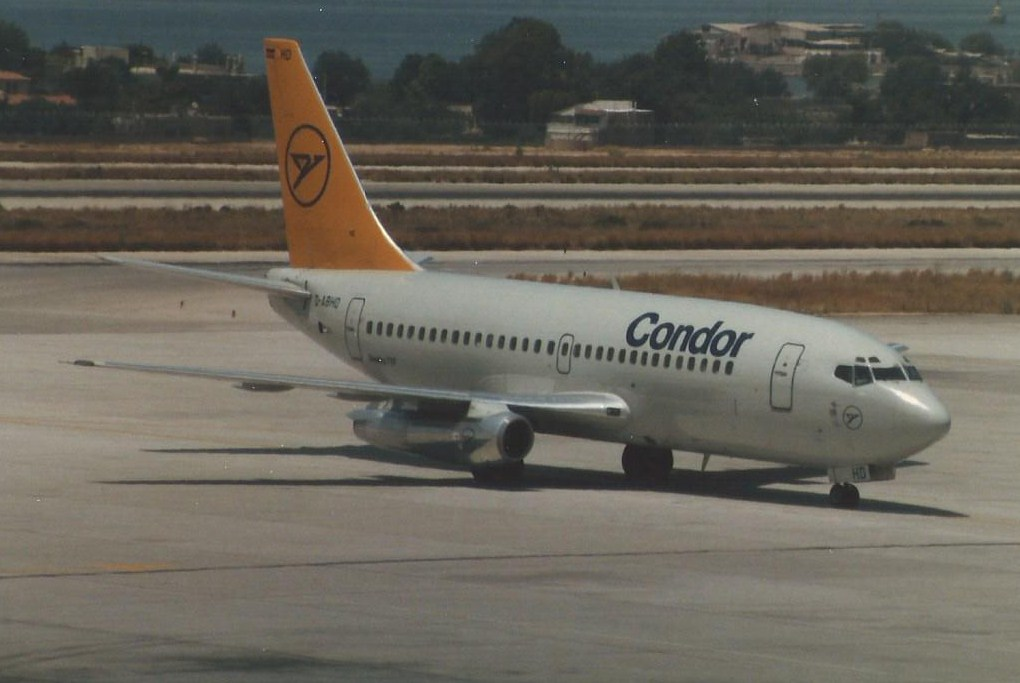
El avión accidentado fotografiado en junio de 1986.
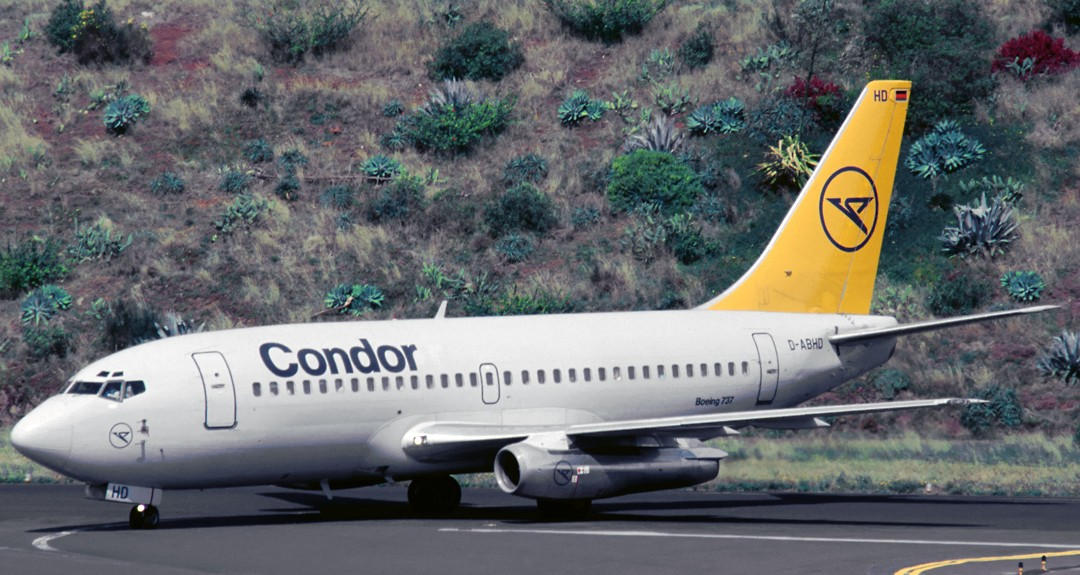
El avión accidentado fotografiado en marzo de 1987.